# Ministerio de Asuntos Exteriores (República de China)
El Ministerio de Asuntos Exteriores (MdAE; en chino tradicional, 外交部; pinyin, Wàijiāobù; pe̍h-ōe-jī, Gōa-kau-pō͘) es una agencia de nivel ministerial de la República de China (RDC), responsable de la diplomacia y las relaciones exteriores. Tiene su sede en la capital, Taipéi. El ministro en funciones es Lin Chia-lung, quien asumió el cargo en 2024 y es miembro del Partido Progresista Democrático.
El artículo 141 de la Constitución de la República de China establece: «La política exterior de la República de China, con espíritu de independencia e iniciativa y sobre la base de los principios de igualdad y reciprocidad, fomentará la buena vecindad con otras naciones y respetará los tratados y la Carta de las Naciones Unidas, a fin de proteger los derechos e intereses de los compatriotas en el extranjero, promover la cooperación internacional, impulsar la justicia internacional y garantizar la paz mundial». De conformidad con la Constitución, el Ministerio de Relaciones Exteriores se compromete a defender la soberanía y los intereses nacionales de la República de China, implementando una política exterior que fomente la prosperidad y el estatus internacional de la RDC.
El ministerio se encarga de mantener las relaciones con los países extranjeros, con exclusión de la República Popular China, que se encuentra bajo la jurisdicción del Consejo de Asuntos Continentales. Desde julio de 2024, la RDC mantiene relaciones diplomáticas oficiales con 11 Estados miembros de la ONU y la Santa Sede. Gracias a la política de una sola China, la RDC también mantiene más de 110 misiones diplomáticas, entre ellas 13 embajadas, un consulado general, más de 90 oficinas de representación semioficiales y una misión permanente ante la Organización Mundial del Comercio.